# Agitated Screams of Maggots
Agitated Screams of Maggots – singiel zespołu Dir En Grey wydany w 2006 roku w Japonii, a później także w Europie i Stanach Zjednoczonych. 
Koncertowe nagranie Agitated Screams of Maggots znajduje się na singlu DOZING GREEN, a wersja akustyczna na singlu GLASS SKIN.

## Lista utworów
Autorem tekstów jest Kyo. Muzykę skomponował zespół Dir en grey.
1. Agitated Screams of Maggots (2:59)
2. Kodoku ni Shisu, Yueni Kodoku. [LIVE] (孤独に死す、故に孤独。[LIVE]) 	(3:52)
3. Spilled Milk [LIVE] (3:57)
4. OBSCURE [LIVE] (3:55)